# ویروس آنفلوانزای نوع A زیرگروه H5N1

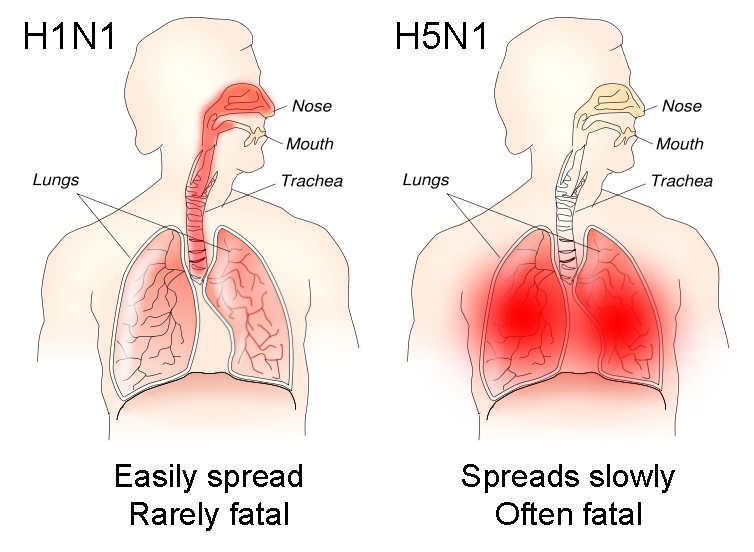
مکان‌های مختلف عفونت (با رنگ قرمز نشان داده شده‌است) H1N1 فصلی در برابر H5N1 پرندگان بر کشندگی و توانایی انتشار آنها تأثیر می‌گذارد.

ویروس آنفلوانزای نوع A زیرگروه H5N1 (A/H5N1) زیرگروهی از ویروس آنفولانزای A است که می‌تواند سبب ایجاد بیماری در انسان و بسیاری از گونه‌های دیگر شود. یک سویه سازگار با پرندگان از H5N1، به نام HPAI A(H5N1) برای ویروس آنفولانزای پرندگان بسیار بیماری‌زا از نوع A از زیرگروه H5N1، عامل بیماریزای آنفولانزای H5N1 است که معمولاً به عنوان آنفلوانزای پرندگان ("آنفولانزای مرغی" شناخته می‌شود. در بسیاری از جمعیت‌های پرندگان، به ویژه در جنوب شرق آسیا، انزوتیک است (در جمعیت نگهداری می‌شود). یکی از سویه‌های HPAI A(H5N1) پس از اولین بار در آسیا در حال گسترش در سطح جهان است. این بیماری اپیزوتیک (یک اپیدمی در غیرانسان‌ها) و پانزوتیک (بر جانوران بسیاری از گونه‌ها، به ویژه در یک منطقه وسیع تأثیر می‌گذارد)، ده‌ها میلیون پرنده را می‌کشد و صدها میلیون پرنده دیگر را برای جلوگیری از گسترش آن ترغیب می‌کند. بسیاری از ارجاعات به "آنفولانزای پرندگان" و H5N1 در رسانه‌های عمومی به این سویه اشاره دارد.
طبق گزارش سازمان جهانی بهداشت (WHO) و سازمان خواربار و کشاورزی ملل متحد، بیماری‌زایی H5N1 به تدریج در مناطق بومی در حال افزایش است، اما وضعیت بیماری آنفلوانزای پرندگان در پرندگان پرورشی با واکسیناسیون کنترل می‌شود و وجود دارد. هیچ مدرکی دال بر انتقال مداوم ویروس از انسان به انسان وجود ندارد. ۱۱ مورد شیوع H5N1 در سراسر جهان در ژوئن ۲۰۰۸ گزارش شد، در پنج کشور (چین، مصر، اندونزی، پاکستان و ویتنام)، در مقایسه با ۶۵ شیوع در ژوئن ۲۰۰۶، و ۵۵ مورد در ژوئن ۲۰۰۷. وضعیت جهانی HPAI به‌طور قابل توجهی در نیمه اول سال ۲۰۰۸ بهبود یافت، اما فائو گزارش می‌دهد که سیستم‌های ناقص نظارت بر بیماری به این معنی است که وقوع ویروس کمتر برآورد شده و کمتر گزارش شده‌است. تا می ۲۰۲۰، WHO در مجموع ۸۶۱ مورد انسانی تأیید شده را گزارش کرده‌است که سبب مرگ ۴۵۵ نفر از سال ۲۰۰۳ شده‌است
چندین واکسن H5N1 ساخته و تأیید شده‌است و توسط تعدادی از کشورها از جمله ایالات متحده (در انبار ملی آن)، بریتانیا، فرانسه، کانادا و استرالیا برای استفاده در مواقع اضطراری ذخیره شده‌است.
در ماه مه ۲۰۱۳، کره شمالی شیوع آنفولانزای پرندگان H5N1 را تأیید کرد که مقامات را مجبور به کشتن بیش از ۱۶۰۰۰۰ اردک در پیونگ یانگ کرد.

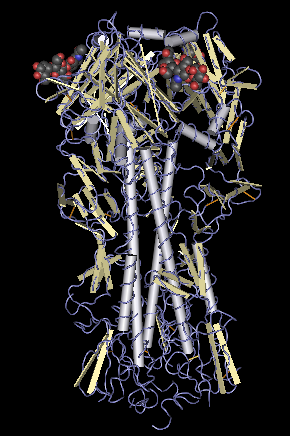
H در H5N1 مخفف " هماگلوتینین " است، همان‌طور که در این مدل مولکولی نشان داده شده‌است.

H5N1 بسیار بیماری‌زا

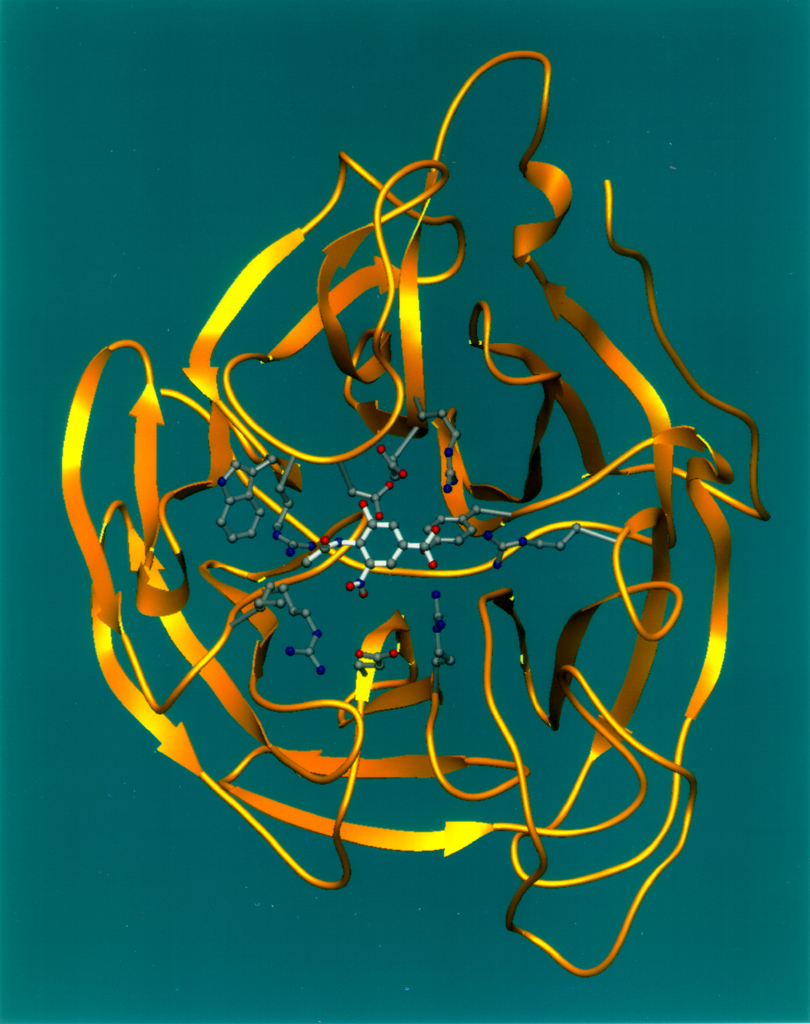
N در H5N1 مخفف " نورامینیداز " است، پروتئینی که در این نمودار روبانی نشان داده شده‌است.